# Жабоев, Махмуд Назирович
Жабоев Махмуд Назирович (26 декабря 1938, Белая Речка, Кабардино-Балкария — ноябрь 2009) — государственный деятель, член Совета Федерации.

## Биография
Родился 26 декабря 1938 г. в п. Белая Речка, Кабардино-Балкарской АССР. В 1944 году был репрессирован в Киргизию. В 1958 г. вернулся на малую Родину. Реабилитирован в 1994 году.
Окончил Киевский политехнический институт по специальности «горный инженер». С 1961 работал на Тырныаузском вольфрамо-молибденовом комбинате бурильщиком, горным мастером, секретарем парткома рудника «Молибден», начальником участка скоростной проходки, начальником шахты «Центральная», начальником рудника.
С 1963 по 1965 — первый секретарь Тырныаузского горкома ВЛКСМ.
С 1989 — технический директор Тырныаузского вольфрамо-молибденового комбината.

### Политическая карьера
18 марта 1990 был избран депутатом Верховного Совета Кабардино-Балкарской АССР.
С декабря 1993 до декабря 1997 — председатель Совета представителей парламента Кабардино-Балкарии.
Член Совета Федерации Федерального Собрания РФ, член Комитета Совета Федерации по бюджету, налоговой политике, финансовому, валютному и таможенному регулированию, банковской деятельности, член Мандатной комиссии (1996—1998)
Воинское звание — старший лейтенант в отставке.
Знал четыре языка. Был женат. Двое детей, сын и дочь. Ушел из жизни, в 2009 г.